# Lopende golf

Een lopende golf is een trilling in een vloeistof, lucht, of een vaste stof, waarbij zich energie zich voortplant door het betreffende medium; dit in tegenstelling tot een staande golf.
Wiskundig beschreven:
{\displaystyle y(x,t)=A(x,t)\sin(kx-\omega t+\phi )\,}
waarbij {\displaystyle A(x,t)} de amplitude, {\displaystyle k} het golfgetal, {\displaystyle t} de tijd en {\displaystyle \phi } de fase. 
Voor de fasesnelheid {\displaystyle v_{p}} van de golf geldt:
{\displaystyle v_{p}={\frac {\omega }{k}}=\lambda f,}
waarbij {\displaystyle \lambda } de golflengte is.